# Balduino II de Jerusalén

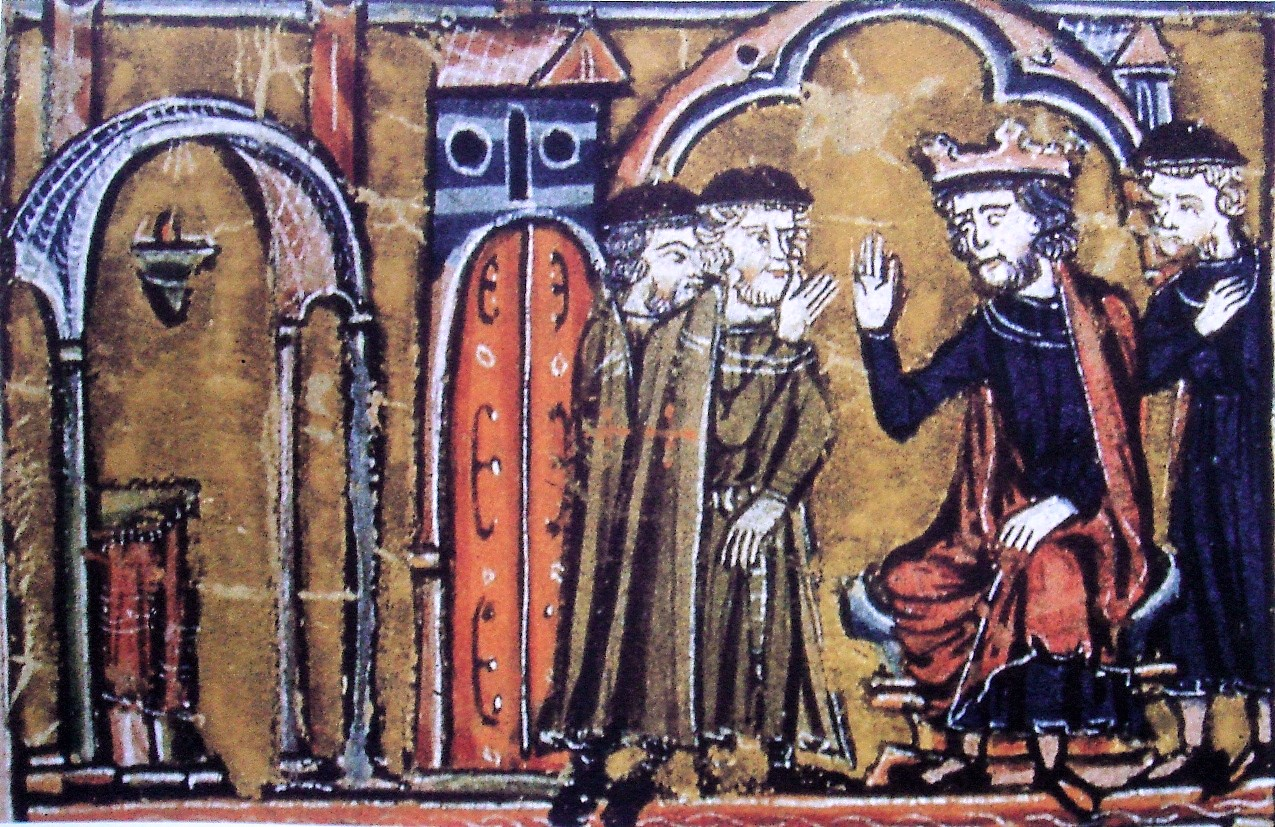
Balduino II de Jerusalén cede el Templo de Salomón a Hugo de Payens y Godofredo de Saint-Omer.

Balduino II de Rethel, llamado Balduino II de Bourg, Balduino II de Edesa luego Balduino II de Jerusalén (m. 21 de agosto de 1131) fue el segundo conde de Edesa de 1100 a 1118, y el segundo rey de Jerusalén de 1118 hasta su muerte. 

## Linaje
Balduino fue hijo de Hugo, conde de Rethel, y su esposa Melisenda, hija de Guido I de Montlhéry. Tenía dos hermanos menores, Gervasio y Manases, y dos hermanas, Matilda y Hodierna. Las fuentes se refieren a Balduino como primo de los hermanos Eustaquio de Boulogne, Godofredo de Bouillón y Balduino de Boulogne, pero la relación familiar exacta no se conoce. Dejó a su familia para seguir a sus primos en la Primera Cruzada en 1096. Algunos autores (en particular Steven Runciman en su "Historia de las Cruzadas") citan una ficticia Ida de Boulogne como abuela de Balduino II para forzar la relación familiar, pero tal persona nunca existió.

## Conde de Edesa
En la cruzada, Balduino de Boulogne se convirtió en el primer conde de Edesa, al tiempo que Balduino de Bourcq entraba al servicio de Bohemundo de Tarento, príncipe de Antioquía, ejerciendo de embajador entre Antioquía y Edesa. Balduino de Bourcq fue también regente del principado cuando Bohemundo fue apresado por los danisméndidas en 1100. Ese año, Balduino de Boulogne fue elegido rey de Jerusalén a la muerte de Godofredo, y Balduino de Bourcq pasó a ser conde de Edesa en su lugar. Como conde, en 1101 se casó con Morfia de Melitene, hija del príncipe armenio Gabriel de Melitene. También ayudó a rescatar a Bohemundo, pues prefería a Bohemundo al sobrino de este, Tancredo, que era entonces regente.
Algunas fuentes afirman que la esposa de Gabriel de Melitene era hija de Constantino I, príncipe de Armenia; sin embargo, las fechas simplemente no lo permiten. La confusión parece provenir de la identificación de Teodoro I, hijo de Constantino, con Teodoro de Edesa, de quien se atestigua que Gabriel era suegro. Gabriel debe haber tenido alguna conexión con la cultura griega, ya sea a través de su madre o esposa y, si esa conexión era con la familia de Constantino I, lo más probable es que fuera más anterior. Su esposa pudo haber sido hija del padre de Constantino, Rubén, por ejemplo; o pudo haber sido hija de Filareto, el general bajo el cual sirvió Gabriel, pero esto es solo una especulación. En cualquier caso, presumiblemente sus contemporáneos y súbditos sabían que descendía de una familia prominente que era aceptable tanto por griegos como por armenios, lo que podría sugerir una herencia mixta.
En 1102, Balduino y Tancredo ayudaron al rey Balduino contra los egipcios en Ascalón. En 1104 los turcos selyúcidas invadieron Edesa, y con el apoyo de Antioquía, el conde Balduino luchó contra ellos en la batalla de Harran. La batalla fue desastrosa y el conde Balduino fue hecho prisionero; Tancredo pasó a ser regente de Edesa en su ausencia. Tancredo y Bohemundo prefirieron pagar los rescates por sus propios prisioneros a los selyúcidas que acordar un intercambio por Balduino; por lo que el conde estuvo cautivo en Mosul hasta 1108, cuando fue rescatado por 60 000 dinares por Joscelino de Courtenay. Tancredo se negó a devolverle Edesa, pero con el apoyo de los armenios, bizantinos e incluso de los selyúcidas, Tancredo se vio obligado a retirarse. En 1109, tras reconciliarse con Tancredo, los dos participaron en el asedio de Trípoli.

## Rey de Jerusalén

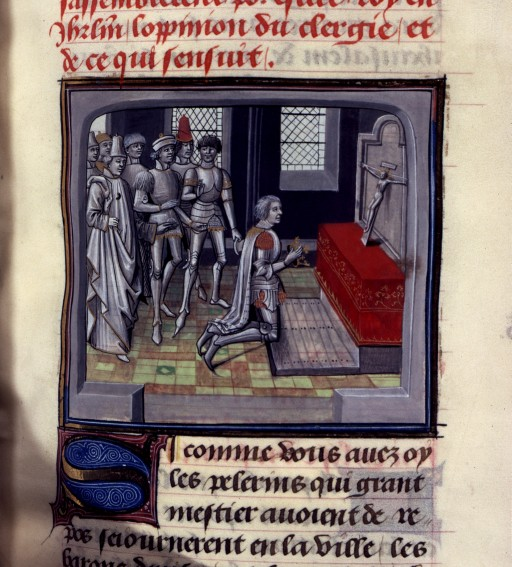
Couronnement de Baudouin II

A la muerte de Balduino I en 1118, se ofreció la corona al hermano mayor del rey, Eustaquio III, pero Joscelino de Courtenay insistió en que pasase a Balduino de Bourcq, a pesar de que el conde Balduino había exiliado a Joscelino de Edesa en 1113. Balduino aceptó y fue coronado rey de Jerusalén como Balduino II el Domingo de Resurrección (14 de abril) de 1118. Casi inmediatamente, el reino sufrió una invasión conjunta de los selyúcidas desde Siria y de los fatimíes desde Egipto, pero gracias a su rápida disposición y voluntad de defensa, Balduino logró la retirada de las fuerzas musulmanas sin que llegasen a presentar batalla. En 1119, el Principado de Antioquía fue invadido, y Balduino se dirigió rápidamente al norte con el ejército de Jerusalén. Roger de Salerno, príncipe de Antioquía, no esperó a los refuerzos de Balduino y el ejército antioqueno fue barrido en la batalla, conocida por los cruzados como la batalla del Ager Sanguinis (o del Campo de Sangre). Aunque fue un grave revés para los cruzados, Balduino ayudó a recuperar Antioquía y logró expulsar a los selyúcidas a finales del mismo año.
En esas fechas se crearon las dos primeras órdenes militares. En 1118, Hugo de Payens fundó la Orden del Temple en Jerusalén. La Orden del Hospital (caballeros hospitalarios), que había sido fundada en 1113, evolucionó hacia el estatuto de una verdadera orden militar a partir de lo que en origen había sido una orden de caridad. Balduino también convocó el Consejo de Nablus en 1120, en el que probablemente dispuso las primeras leyes escritas para el reino y extendió los derechos y privilegios de las crecientes comunidades burguesas.
En 1122, Joscelino, que había sido nombrado conde de Edesa cuando Balduino pasó a ser rey, fue capturado en una batalla. Balduino volvió al norte para hacerse con la regencia del condado, pero también él fue capturado por los ortóquidas mientras recorría las fronteras de Edesa (1123), y estuvo en cautiverio junto con Joscelino. Eustaquío de Grenier ejerció como regente en Jerusalén, y derrotó a una invasión egipcia que pretendía aprovecharse de la ausencia del rey. Balduino solicitó auxilio al papa Calixto II que organizó la conocida como cruzada veneciana, que envió una flota de 120 barcos y 15000 hombres en su auxilio. Balduino y Joscelino lograron escapar de su cautiverio con la ayuda de los armenios en 1124. Mientras tanto, los cruzados asediaron y tomaron Tiro, con el apoyo de la flota veneciana. Este hecho supondría el establecimiento de los venecianos y de otras colonias mercantiles italianas en las ciudades costeras del reino, que tenían gran autonomía y estaban libres de impuestos y obligaciones militares.
En 1125 Balduino reunió a los caballeros de todos los territorios cruzados y se enfrentó a los selyúcidas en la batalla de Azaz. Aunque el ejército selyúcida era mucho mayor, los cruzados consiguieron la victoria y recuperaron la influencia que habían perdido después del Ager Sanguinis. Si Antioquía y Edesa no hubiesen estado luchando entre ellas tras la batalla, Balduino habría podido atacar Alepo. Pero Alepo y Mosul estuvieron pronto unidas bajo el poder de Zengi en 1128. Incapaz de atacar a ninguna de las dos, Balduino intentó tomar Damasco en 1129 con la ayuda de los templarios, pero fracasó.

## Sucesión
En apoyo a Balduino durante el ataque a Damasco estaba también su nuevo yerno Fulco V de Anjou. Balduino había tenido cuatro hijas con Morfia: Melisenda, Alicia, Hodierna y Ioveta. En 1129 Balduino designó a Melisenda como su heredera, y acordó su matrimonio con Fulco. Alicia y Hodierna también se casaron con importantes príncipes, Bohemundo II de Antioquía y Raimundo II de Trípoli, respectivamente. En 1131 Balduino enfermó, para morir el 21 de agosto. Fue enterrado en la Iglesia del Santo Sepulcro.
Guillermo de Tiro nos describe a Balduino como "un hombre devoto y temeroso de Dios, notable por su lealtad y por su gran experiencia en asuntos militares", y dice que su sobrenombre era "el Espinoso" (cognominatus est Aculeus). Ibn al-Qalanisi, que se refiere a él como "Balduino el Menor" (Baghdawin al-ru'aiuis) para distinguirlo de Balduino I, señala que "no había otro entre ellos que tuviese un juicio tan sagaz y tal capacidad de gobierno". Melisenda, heredera por derecho del reino, sucedió a su padre junto con Fulco como su consorte. Los nuevos reyes fueron coronados el 14 de septiembre de 1131.